# 下北手
下北手（しもきたて）は秋田県秋田市にある地域名。郵便番号は010-0051他。下北手寒川、下北手宝川、下北手通沢、下北手梨平、下北手松崎、下北手柳館、下北手黒川、下北手桜で構成される。

## 地理
秋田市東部に位置する。北に太平、柳田、西に広面、桜、桜台、桜ガ丘、大平台、南に上北手、東に河辺と接する。かつては、現在の桜、桜ガ丘、桜台、横森も下北手だったが、1977年（昭和57年）以降の住居表示実施に伴い分離した。そのため下北手桜は飛び地になっている。地域の多くは中山間地域だが、下北手柳館に秋田中央インターチェンジがあり、市内中心部に近づく下北手松崎の南部は田畑、北部は県営松崎団地を中心とした住宅街となっている。下北手桜には茨島から移転してきたノースアジア大学がキャンパスを構える。

### 河川
- 太平川
- 宝川
- 大戸川

### 池湖
- 真実ヶ沢溜池

## 歴史
- 1875年（明治8年） - 柳館学校（現在の秋田市立下北手小学校）が開校。
- 1889年（明治22年） - 桜村・松崎村・柳館村・寒川村・通沢村・梨平村・黒川村・宝川村が併合して河辺郡下北手村が成立する。
- 1947年（昭和22年）4月1日 - 河辺郡下北手中学校（現在の秋田市立下北手中学校）が開校。
- 1953年（昭和28年）4月 - 敬愛学園高等学校中学校男子部が開校。
- 1954年（昭和29年） - 南秋田郡太平村・外旭川村・飯島村・下新城村・上新城村、河辺郡浜田村・豊岩村・四ツ小屋村・仁井田村・上北手村、由利郡下浜村とともに秋田市へ編入される。
- 1977年（昭和52年）4月1日 - 住居表示実施に伴い一部地域が横森、桜として分離。
- 1981年（昭和56年） - 秋田市立下北手小学校が現住所に移転する[3]。
- 1983年（昭和58年） - 秋田経済大学から改名した秋田経済法科大学が茨島から下北手桜に移転する。
- 1987年（昭和62年）7月7日 - 住居表示実施に伴い一部地域が桜ガ丘として分離。
- 1989年（平成元年） - 秋田市立下北手中学校が現住所に移転する[3]。
- 1997年（平成9年）
  - 3月1日 - 住居表示実施に伴い一部地域が大平台として分離。
  - 11月13日 - 秋田中央インターチェンジが供用開始。
- 1999年（平成11年）7月1日 - 住居表示実施に伴い一部地域が桜台として分離。
- 2024年（令和6年）3月31日 - 秋田市立下北手中学校が秋田市立城東中学校に統合される。

### 町名の変遷
以下はすべて住居表示実施に伴う変更である。
| 実施前                                                 | 実施年月日                 | 実施後                                |
| ------------------------------------------------------ | -------------------------- | ------------------------------------- |
| 下北手桜字苔良谷地 しもきたてさくら あざこけらやち     | 昭和52年4月1日             | 桜二丁目 さくらにちょうめ             |
| 下北手桜字苔良谷地 しもきたてさくら あざこけらやち     | 昭和63年10月1日            | 桜二丁目 さくらにちょうめ             |
| 下北手桜字苔良谷地 しもきたてさくら あざこけらやち     | 昭和52年4月1日             | 横森二丁目 よこもりにちょうめ         |
| 下北手桜字苔良谷地 しもきたてさくら あざこけらやち     | 昭和52年4月1日             | 横森三丁目 よこもりさんちょうめ       |
| 下北手桜字苔良谷地 しもきたてさくら あざこけらやち     | 昭和52年4月1日             | 横森四丁目 よこもりよんちょうめ       |
| 下北手桜字苔良谷地 しもきたてさくら あざこけらやち     | 昭和52年4月1日             | 横森五丁目 よこもりごちょうめ         |
| 下北手桜字小堤沢 しもきたてさくら あざこづつみさわ     | 昭和58年4月1日             | 桜四丁目 さくらよんちょうめ           |
| 下北手桜字小堤沢 しもきたてさくら あざこづつみさわ     | 平成15年10月1日            | 桜四丁目 さくらよんちょうめ           |
| 下北手桜字小堤沢 しもきたてさくら あざこづつみさわ     | 平成11年7月1日             | 桜台一丁目 さくらだいいっちょうめ     |
| 下北手桜字小堤沢 しもきたてさくら あざこづつみさわ     | 平成11年7月1日             | 桜台二丁目 さくらだいにちょうめ       |
| 下北手桜字小堤沢 しもきたてさくら あざこづつみさわ     | 平成11年7月1日             | 桜台三丁目 さくらだいさんちょうめ     |
| 下北手桜字小堤沢 しもきたてさくら あざこづつみさわ     | （残存）下北手桜字小堤沢   |                                       |
| 下北手桜字桜 しもきたてさくら あざさくら               | 昭和52年4月1日             | 桜一丁目 さくらいっちょうめ           |
| 下北手桜字桜 しもきたてさくら あざさくら               | 昭和52年4月1日             | 桜二丁目 さくらにちょうめ             |
| 下北手桜字桜 しもきたてさくら あざさくら               | 昭和52年4月1日             | 桜三丁目 さくらさんちょうめ           |
| 下北手桜字桜 しもきたてさくら あざさくら               | 昭和58年4月1日             | 桜三丁目 さくらさんちょうめ           |
| 下北手桜字桜 しもきたてさくら あざさくら               | 平成12年10月1日            | 桜三丁目 さくらさんちょうめ           |
| 下北手桜字桜 しもきたてさくら あざさくら               | 昭和52年4月1日             | 桜四丁目 さくらよんちょうめ           |
| 下北手桜字桜 しもきたてさくら あざさくら               | 昭和58年4月1日             | 桜台一丁目 さくらだいいっちょうめ     |
| 下北手桜字桜 しもきたてさくら あざさくら               | （残存）下北手桜字桜       |                                       |
| 下北手桜字下田面 しもきたてさくら あざしただおもて     | 昭和52年4月1日             | 桜一丁目 さくらいっちょうめ           |
| 下北手桜字下田面 しもきたてさくら あざしただおもて     | 昭和52年4月1日             | 桜二丁目 さくらにちょうめ             |
| 下北手桜字袖ノ沢 しもきたてさくら あざそでのさわ       | 昭和63年10月1日            | 桜二丁目 さくらにちょうめ             |
| 下北手桜字袖ノ沢 しもきたてさくら あざそでのさわ       | 昭和58年4月1日             | 桜四丁目 さくらよんちょうめ           |
| 下北手桜字袖ノ沢 しもきたてさくら あざそでのさわ       | 昭和62年7月7日             | 桜ガ丘一丁目 さくらがおかいっちょうめ |
| 下北手桜字袖ノ沢 しもきたてさくら あざそでのさわ       | 平成19年9月28日            | 桜ガ丘一丁目 さくらがおかいっちょうめ |
| 下北手桜字袖ノ沢 しもきたてさくら あざそでのさわ       | 昭和62年7月7日             | 桜ガ丘二丁目 さくらがおかにちょうめ   |
| 下北手桜字袖ノ沢 しもきたてさくら あざそでのさわ       | 昭和62年7月7日             | 桜ガ丘三丁目 さくらがおかさんちょうめ |
| 下北手桜字袖ノ沢 しもきたてさくら あざそでのさわ       | 昭和62年7月7日             | 桜ガ丘四丁目 さくらがおかよんちょうめ |
| 下北手桜字袖ノ沢 しもきたてさくら あざそでのさわ       | 昭和62年7月7日             | 桜四丁目 さくらよんちょうめ           |
| 下北手桜字袖ノ沢 しもきたてさくら あざそでのさわ       | 昭和52年4月1日             | 横森二丁目 よこもりにちょうめ         |
| 下北手桜字袖ノ沢 しもきたてさくら あざそでのさわ       | 昭和52年4月1日             | 横森三丁目 よこもりさんちょうめ       |
| 下北手桜字袖ノ沢 しもきたてさくら あざそでのさわ       | 昭和63年10月1日            | 横森三丁目 よこもりさんちょうめ       |
| 下北手桜字袖ノ沢 しもきたてさくら あざそでのさわ       | 平成12年10月1日            | 横森三丁目 よこもりさんちょうめ       |
| 下北手桜字袖ノ沢 しもきたてさくら あざそでのさわ       | （残存）下北手桜字袖ノ沢   |                                       |
| 下北手桜字長面 しもきたてさくら あざながおもて         | 昭和52年4月1日             | 横森一丁目 よこもりいっちょうめ       |
| 下北手桜字長面 しもきたてさくら あざながおもて         | 昭和52年4月1日             | 横森三丁目 よこもりさんちょうめ       |
| 下北手桜字長面 しもきたてさくら あざながおもて         | 昭和52年4月1日             | 横森四丁目 よこもりよんちょうめ       |
| 下北手桜字長面 しもきたてさくら あざながおもて         | 昭和52年4月1日             | 横森五丁目 よこもりごちょうめ         |
| 下北手桜字蛭沢 しもきたてさくら あざひるさわ           | 昭和52年4月1日             | 横森二丁目 よこもりにちょうめ         |
| 下北手桜字蛭沢 しもきたてさくら あざひるさわ           | 昭和58年4月1日             | 横森二丁目 よこもりにちょうめ         |
| 下北手桜字蛭沢 しもきたてさくら あざひるさわ           | （残存）下北手桜字蛭沢     |                                       |
| 下北手桜字真実ケ沢 しもきたてさくら あざまみがさわ     | 昭和58年4月1日             | 桜四丁目 さくらよんちょうめ           |
| 下北手桜字真実ケ沢 しもきたてさくら あざまみがさわ     | 平成15年10月1日            | 桜四丁目 さくらよんちょうめ           |
| 下北手桜字真実ケ沢 しもきたてさくら あざまみがさわ     | 昭和62年7月7日             | 桜ガ丘二丁目 さくらがおかにちょうめ   |
| 下北手桜字真実ケ沢 しもきたてさくら あざまみがさわ     | 平成13年9月7日             | 桜ガ丘五丁目 さくらがおかごちょうめ   |
| 下北手桜字真実ケ沢 しもきたてさくら あざまみがさわ     | 平成11年7月1日             | 桜台一丁目 さくらだいいっちょうめ     |
| 下北手桜字真実ケ沢 しもきたてさくら あざまみがさわ     | 平成11年7月1日             | 桜台二丁目 さくらだいにちょうめ       |
| 下北手桜字真実ケ沢 しもきたてさくら あざまみがさわ     | 平成11年7月1日             | 桜台三丁目 さくらだいさんちょうめ     |
| 下北手桜字真実ケ沢 しもきたてさくら あざまみがさわ     | （残存）下北手桜字真実ケ沢 |                                       |
| 下北手桜字宮ケ沢 しもきたてさくら あざみやがさわ       | 昭和52年4月1日             | 桜一丁目 さくらいっちょうめ           |
| 下北手桜字宮ケ沢 しもきたてさくら あざみやがさわ       | 平成12年10月1日            | 桜三丁目 さくらさんちょうめ           |
| 下北手桜字宮ケ沢 しもきたてさくら あざみやがさわ       | 平成11年7月1日             | 桜台一丁目 さくらだいいっちょうめ     |
| 下北手桜字宮ケ沢 しもきたてさくら あざみやがさわ       | 平成11年7月1日             | 桜台三丁目 さくらだいさんちょうめ     |
| 下北手桜字宮ケ沢 しもきたてさくら あざみやがさわ       | （残存）下北手桜字宮ケ沢   |                                       |
| 下北手桜字横森 しもきたてさくら あざみよこもり         | 昭和52年4月1日             | 横森一丁目 よこもりいっちょうめ       |
| 下北手桜字横森 しもきたてさくら あざみよこもり         | 昭和52年4月1日             | 横森二丁目 よこもりにちょうめ         |
| 下北手桜字横森 しもきたてさくら あざみよこもり         | 昭和52年4月1日             | 横森三丁目 よこもりさんちょうめ       |
| 下北手梨平字登館 しもきたてなしひら あざのぼりたて     | 平成9年3月1日              | 大平台一丁目 おおひらだいいっちょうめ |
| 下北手梨平字登館 しもきたてなしひら あざのぼりたて     | 平成9年3月1日              | 大平台二丁目 おおひらだいにちょうめ   |
| 下北手梨平字登館 しもきたてなしひら あざのぼりたて     | 平成9年3月1日              | 大平台三丁目 おおひらだいさんちょうめ |
| 下北手梨平字登館 しもきたてなしひら あざのぼりたて     | 昭和62年7月7日             | 桜ガ丘二丁目 さくらがおかにちょうめ   |
| 下北手梨平字登館 しもきたてなしひら あざのぼりたて     | 昭和62年7月7日             | 桜ガ丘三丁目 さくらがおかさんちょうめ |
| 下北手梨平字登館 しもきたてなしひら あざのぼりたて     | 平成13年9月7日             | 桜ガ丘五丁目 さくらがおかごちょうめ   |
| 下北手梨平字登館 しもきたてなしひら あざのぼりたて     | （残存）下北手梨平字登館   |                                       |
| 下北手柳館字碇 しもきたてやなぎたて あざいかり         | 平成11年7月1日             | 桜台三丁目 さくらだいさんちょうめ     |
| 下北手柳館字碇 しもきたてやなぎたて あざいかり         | （残存）下北手柳館字碇     |                                       |
| 下北手柳館字細谷沢 しもきたてやなぎたて あざほそやさわ | 平成11年7月1日             | 桜台三丁目 さくらだいさんちょうめ     |
| 下北手柳館字細谷沢 しもきたてやなぎたて あざほそやさわ | 平成11年7月1日             | 桜台五丁目 さくらだいごちょうめ       |
| 下北手柳館字細谷沢 しもきたてやなぎたて あざほそやさわ | （残存）下北手柳館字細谷沢 |                                       |

## 教育

### 学区
ほとんどの地域は秋田市立広面小学校・秋田市立城東中学校の学区だが、下北手桜のうち字桜・字袖ノ沢・字蛭沢・字宮ケ沢は秋田市立桜小学校・秋田市立桜中学校の学区になっている。2025年（令和7年）に秋田市立下北手小学校の統廃合に伴い当該小学校学区は秋田市立広面小学校の指定変更許可地域になっている。

### 施設
- ノースアジア大学明桜高等学校
- ノースアジア大学
- 秋田栄養短期大学

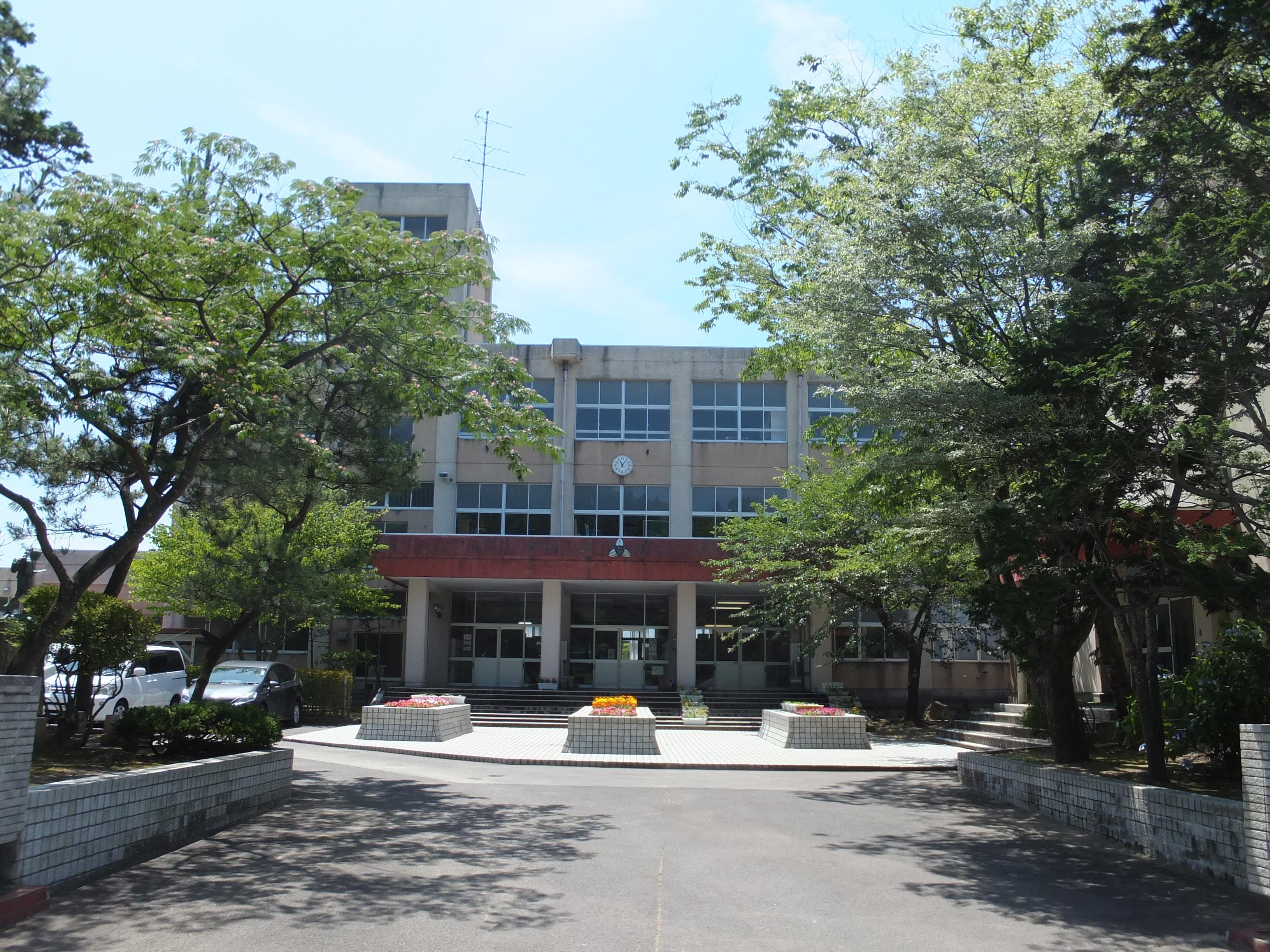
秋田市立下北手小学校（廃校）
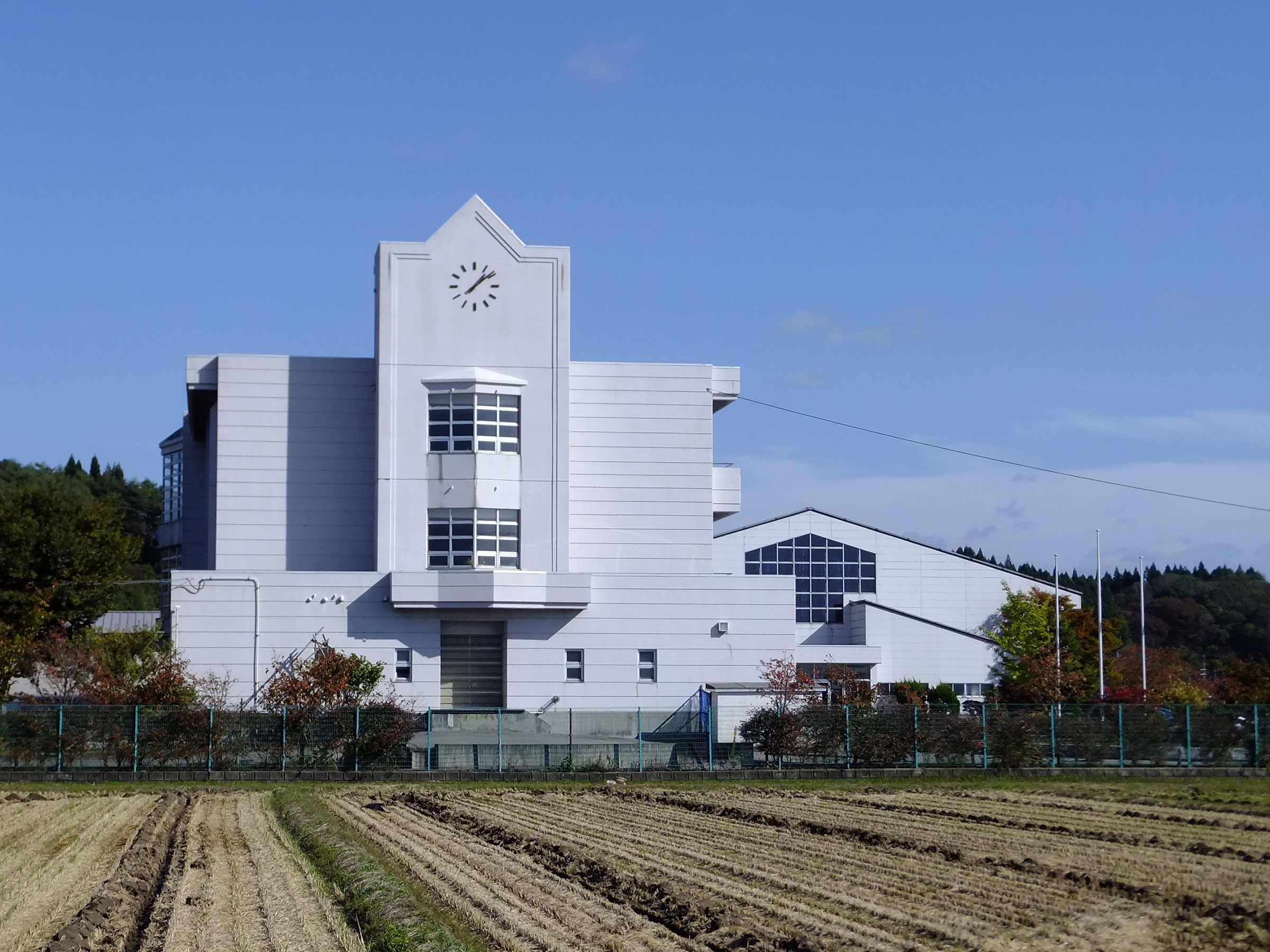
秋田市立下北手中学校（廃校）
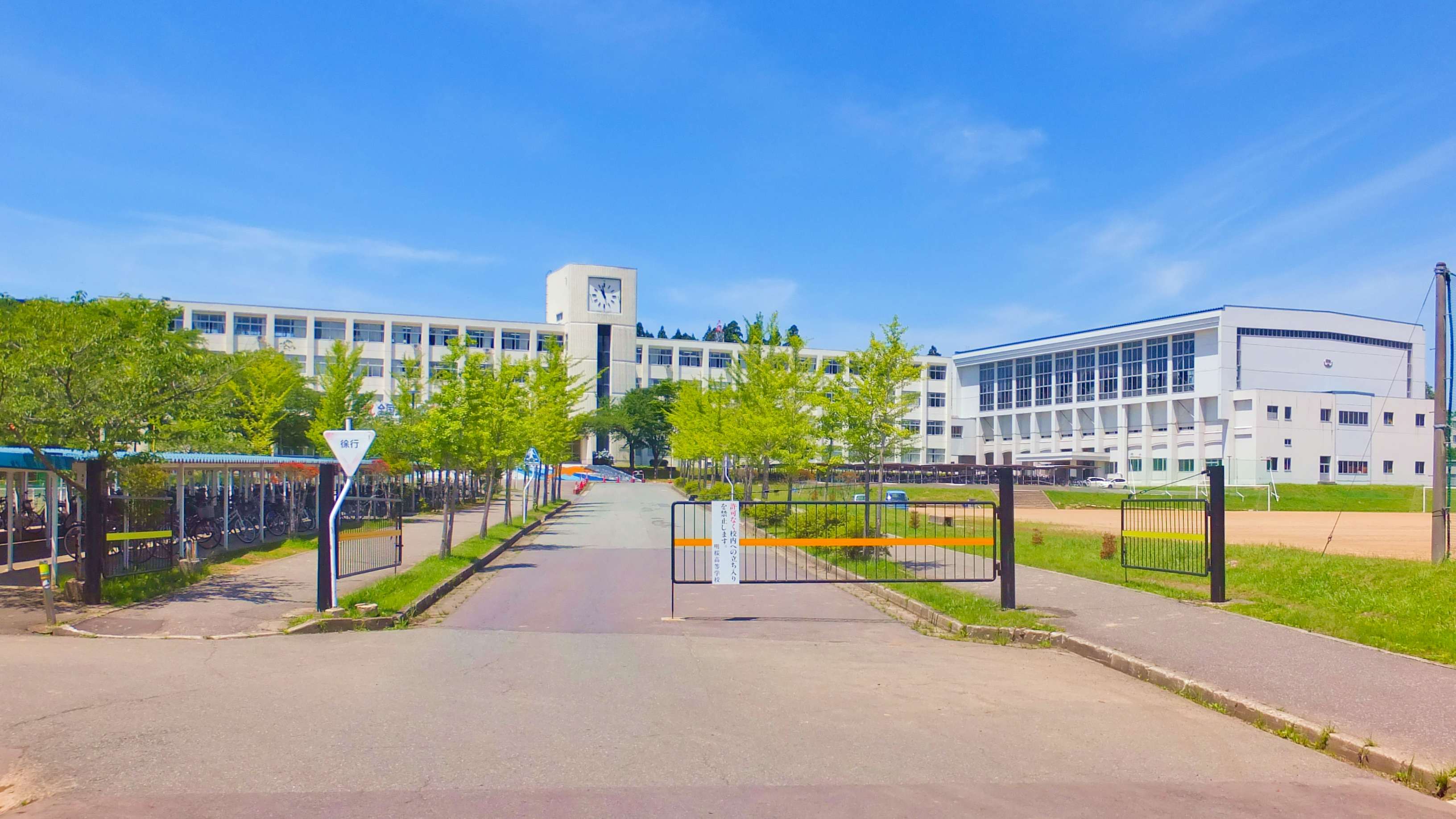
ノースアジア大学附属明桜高等学校
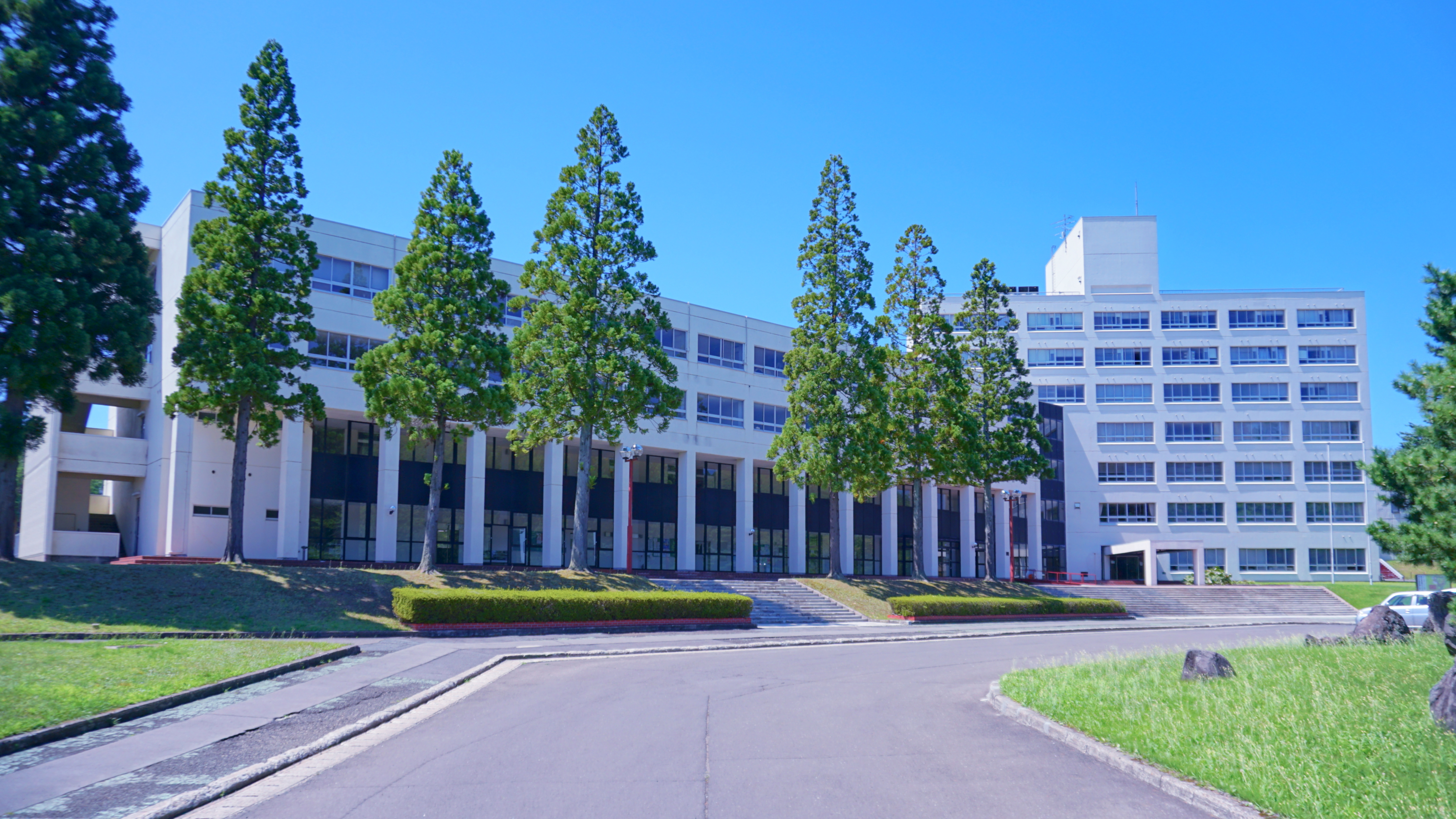
ノースアジア大学
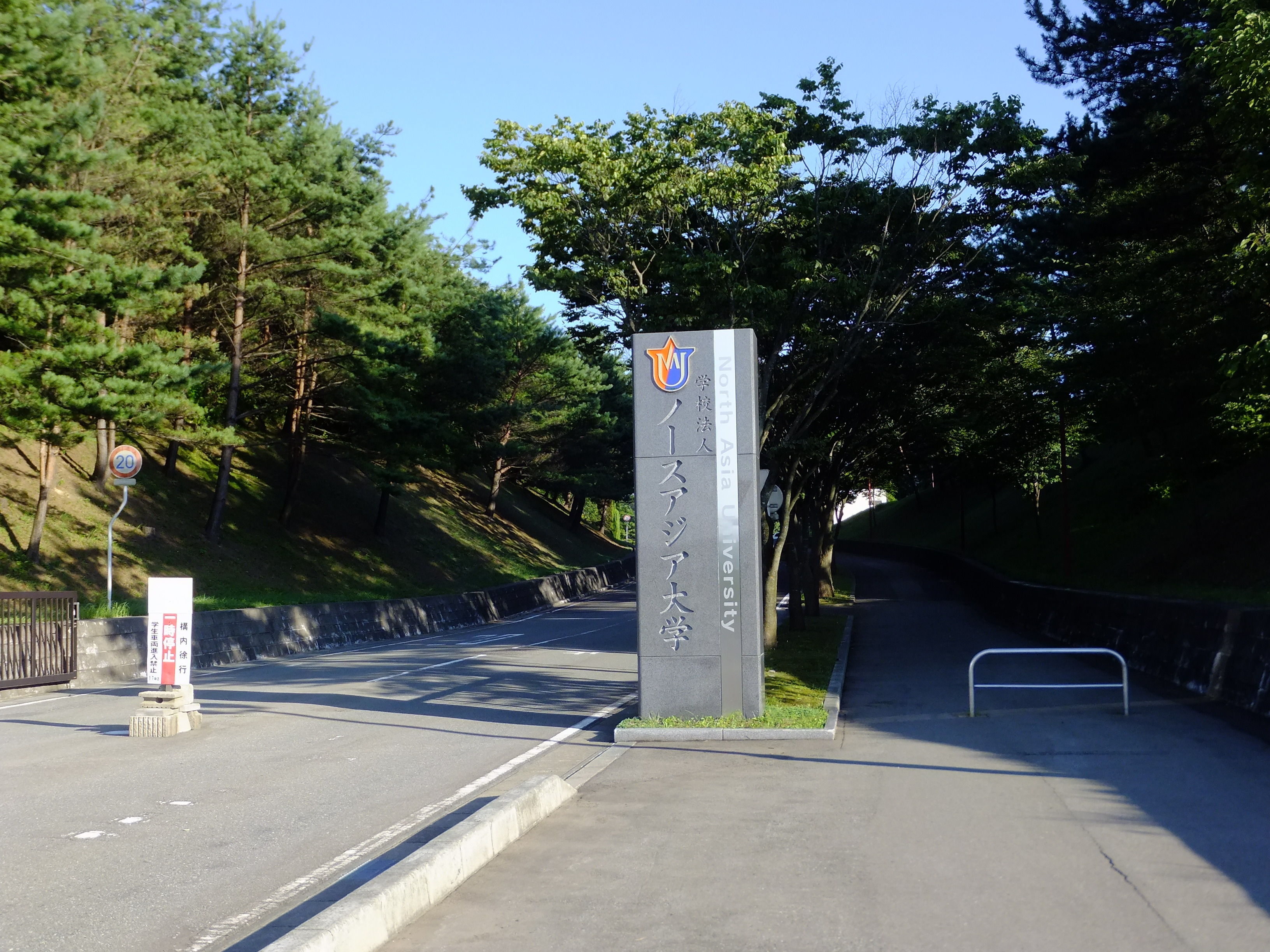
ノースアジア大学正門
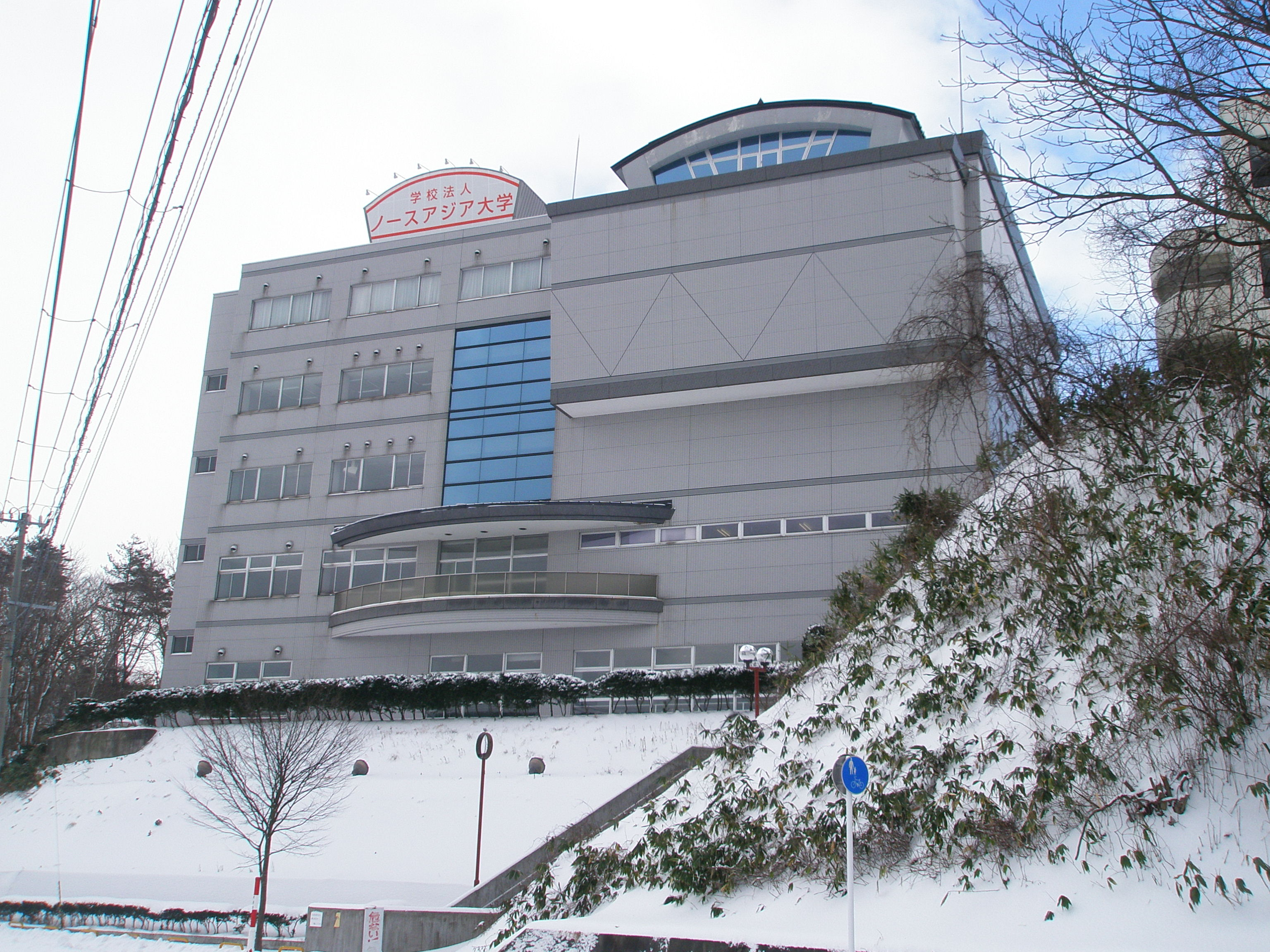
ノースアジア大学40周年記念館
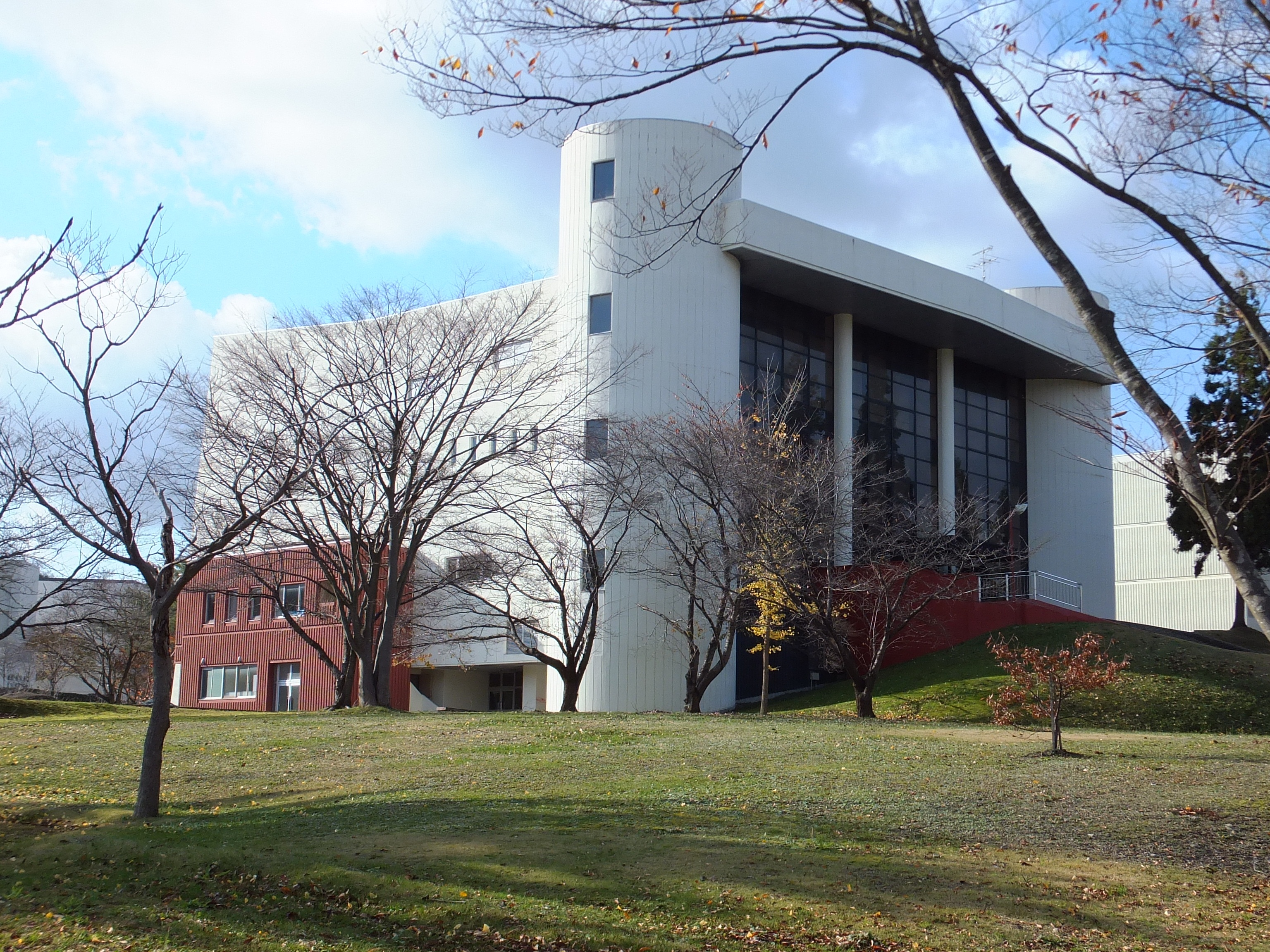
ノースアジア大学古田記念講堂
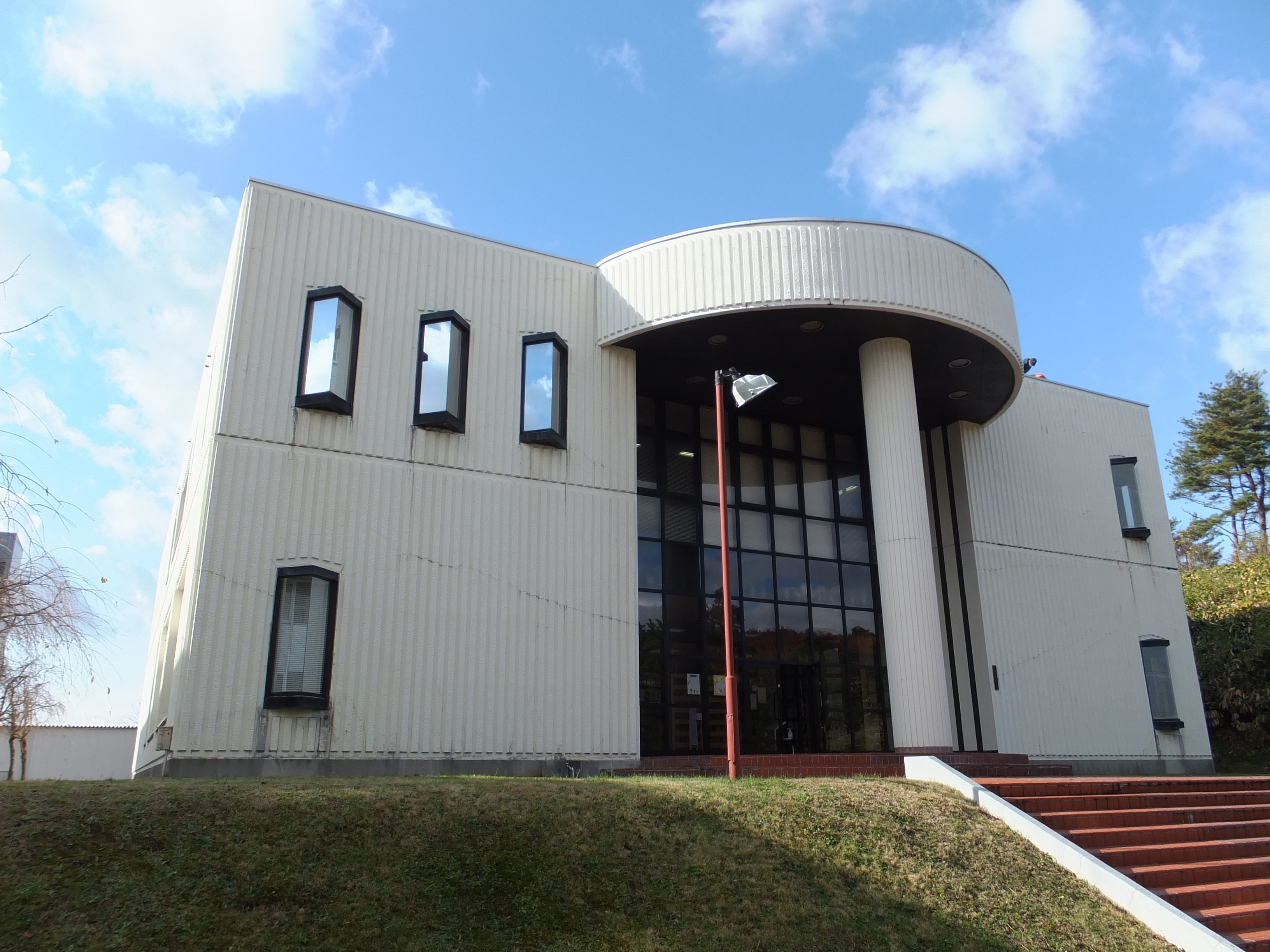
ノースアジア大学附属図書館
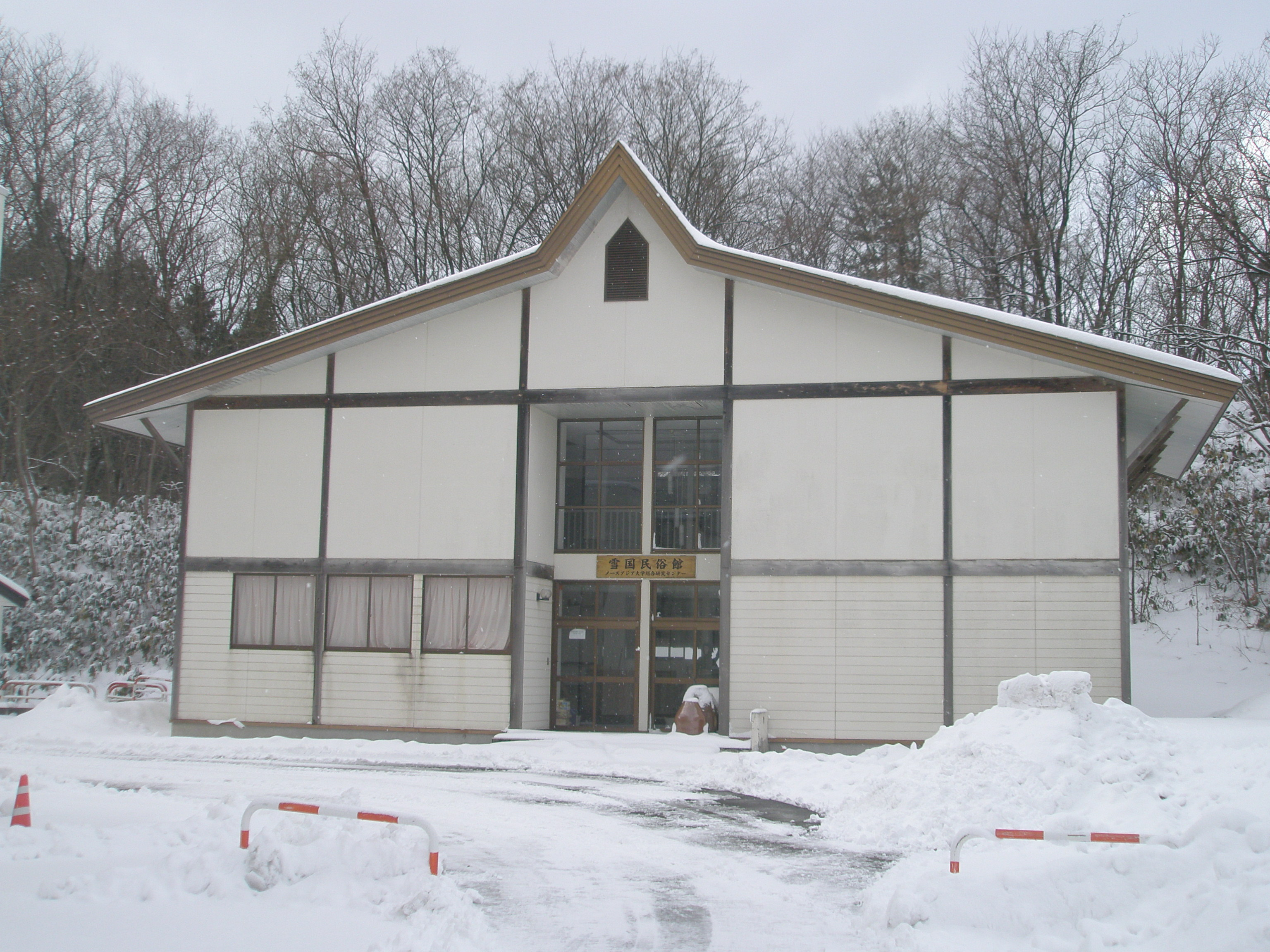
ノースアジア大学附属雪国民俗館
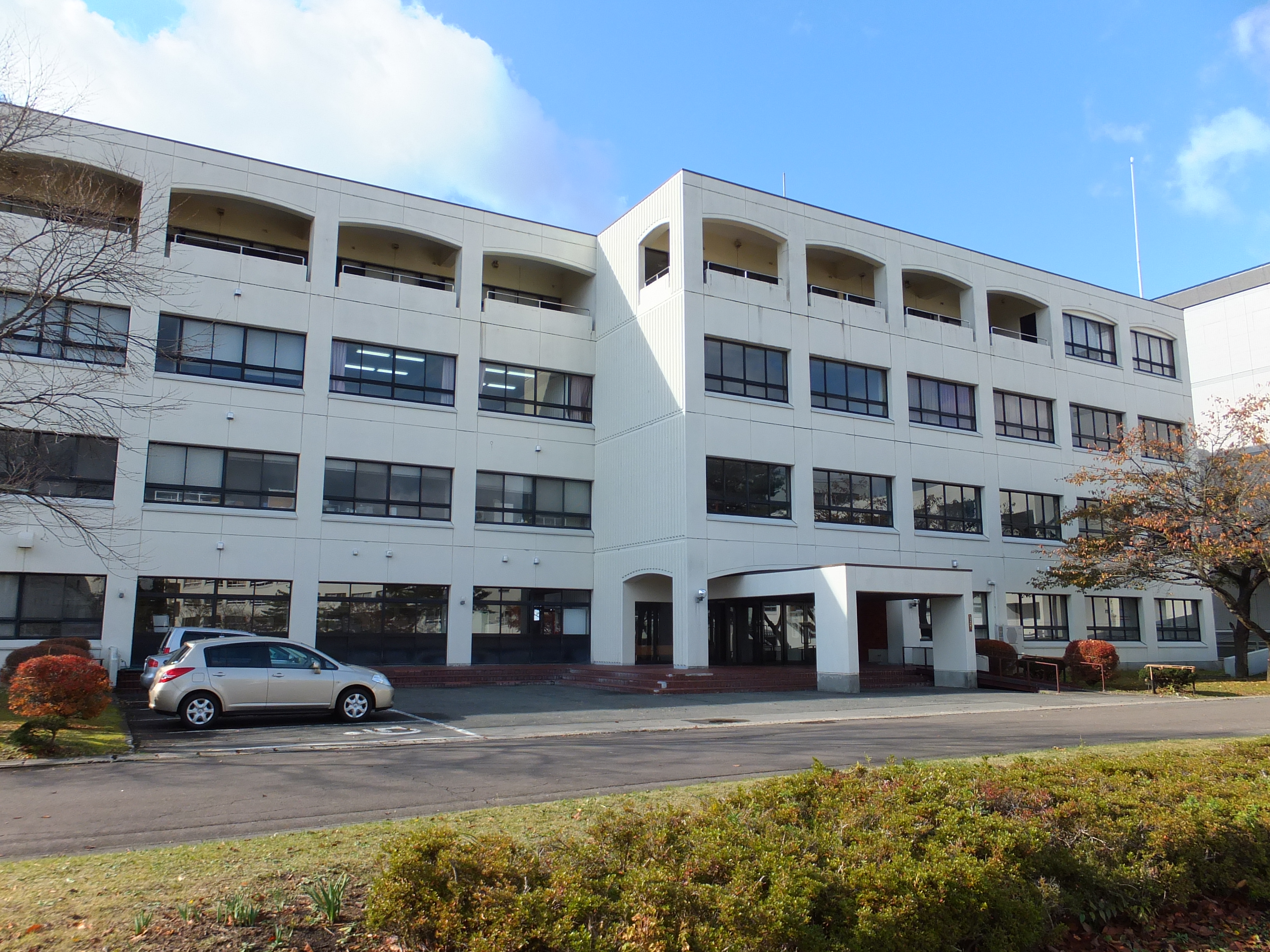
秋田栄養短期大学

#### かつてあった施設
- 秋田市立下北手小学校
- 秋田市立下北手中学校
- 敬愛学園高等学校中学校男子部

## 施設

### 下北手桜
- 一つ森公園
- 秋田市上下水道局下北手中央農業集落排水処理施設

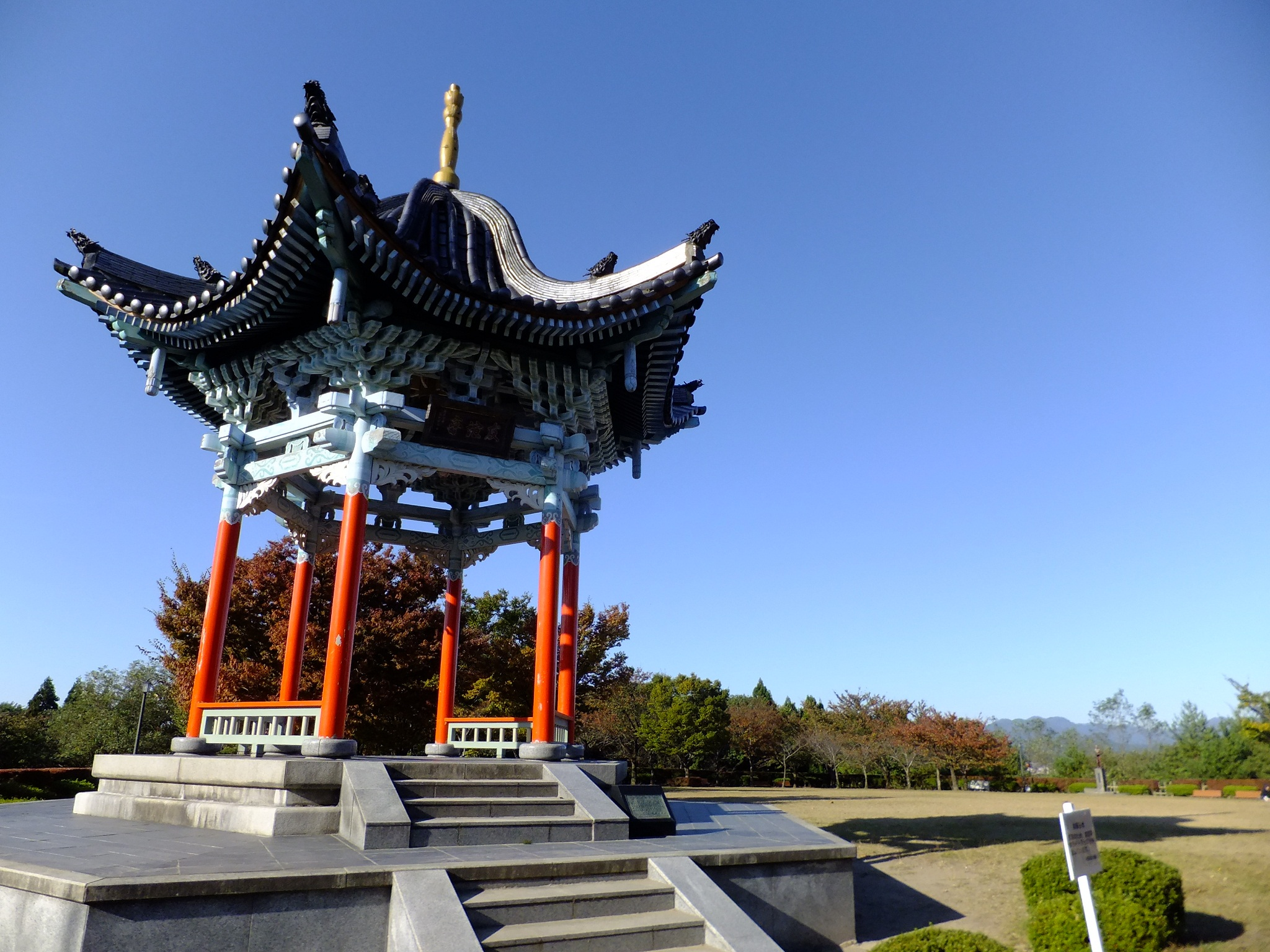
一つ森公園友誼亭
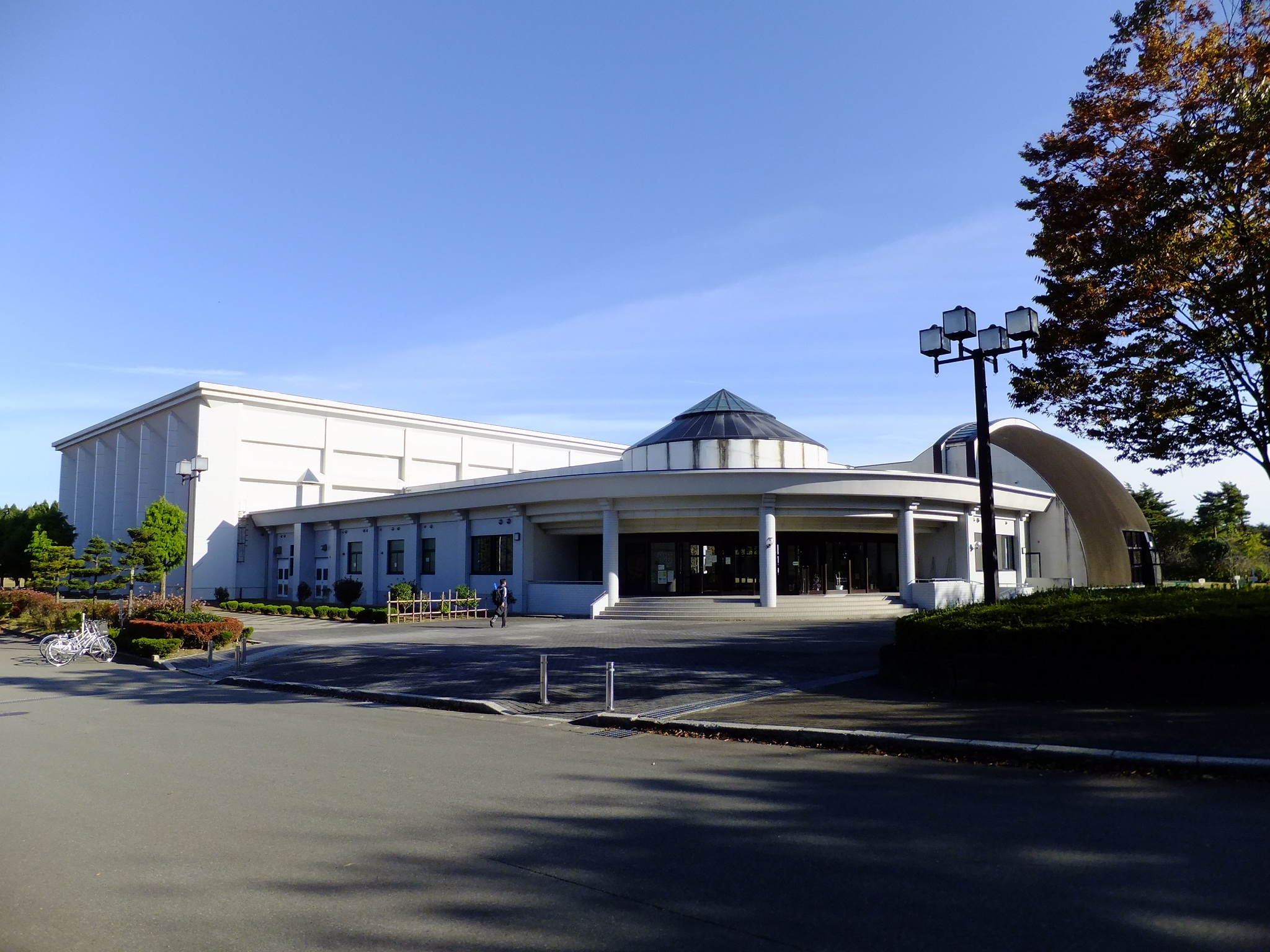
一つ森公園コミュニティ体育館

### 下北手梨平

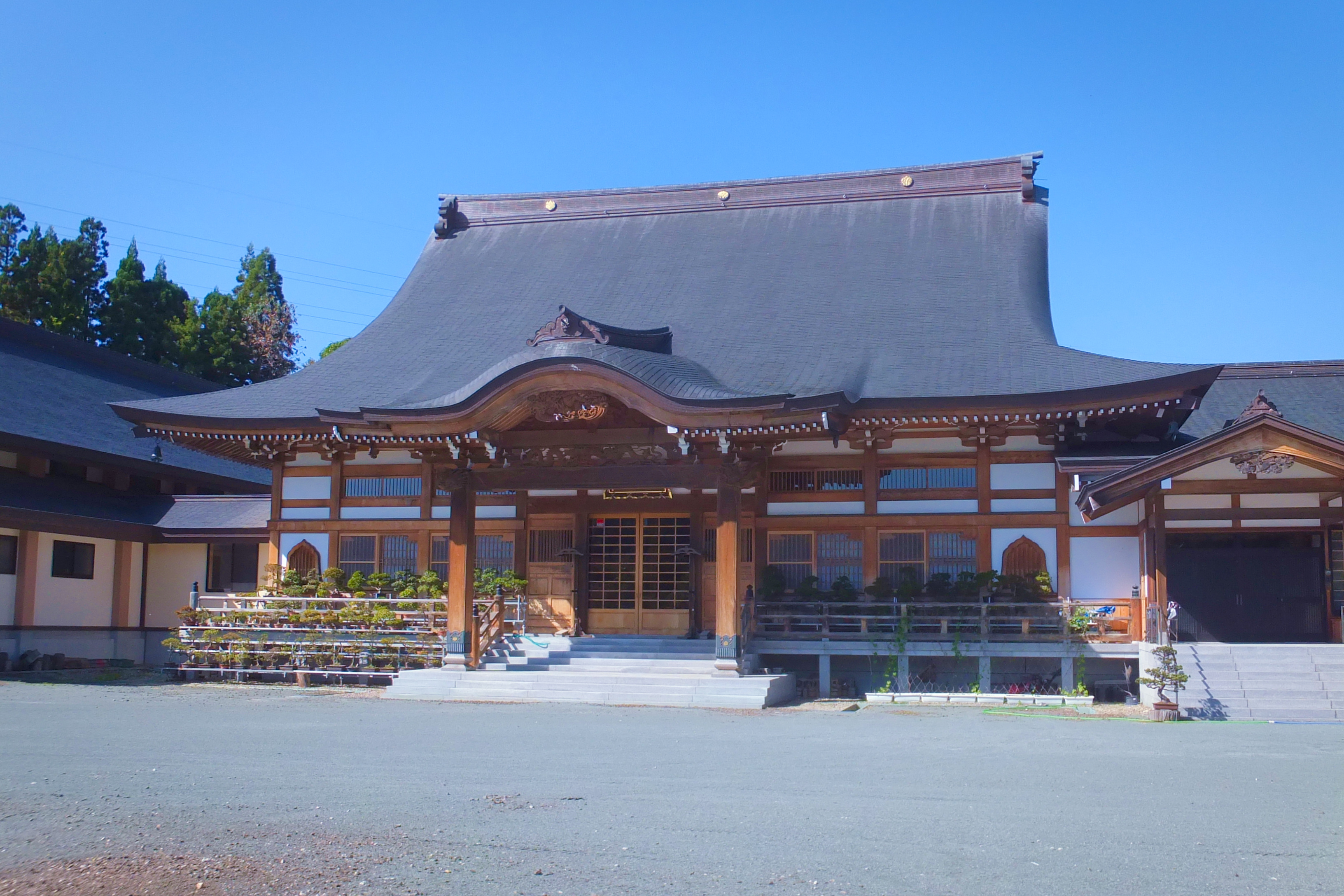
歓喜寺
- 秋田ゴルフガーデンゴルフ練習場

- 歓喜寺

### 下北手松崎
- 県営松崎住宅

### 下北手柳館
- 秋田市下北手地区コミュニティーセンター
- 下北手簡易郵便局

## 交通

### 鉄道
地区内に鉄道は通っていない。最寄り駅は中通七丁目にあるJR東日本奥羽本線・羽越本線・秋田新幹線の秋田駅。

### バス
- 秋田中央交通
  - 系統333｜松崎団地線
    - （谷内佐渡上丁） - 松崎 - 千秋の丘一区 - 千秋の丘二区 - 松崎団地
- あさひ自動車
  - 秋田市マイタウン・バス下北手線
    - （谷内佐渡中丁） - 松崎 - 前谷地 - 谷崎入口 - 谷崎 - 谷崎中央 - ワークセンター前 - 柳館 - 寒川入口 - 下前田 - 上前田 - 種ヶ崎 - 宝川下丁 - 宝川公民館前 - 宝川上丁

### 道路
- E7秋田自動車道
  - 秋田中央インターチェンジ
- 秋田県道62号秋田北野田線
- 秋田市道広域添川下北手線（秋田中央広域農道）
- 秋田市道桜本線
- 秋田市道柳館梨平線

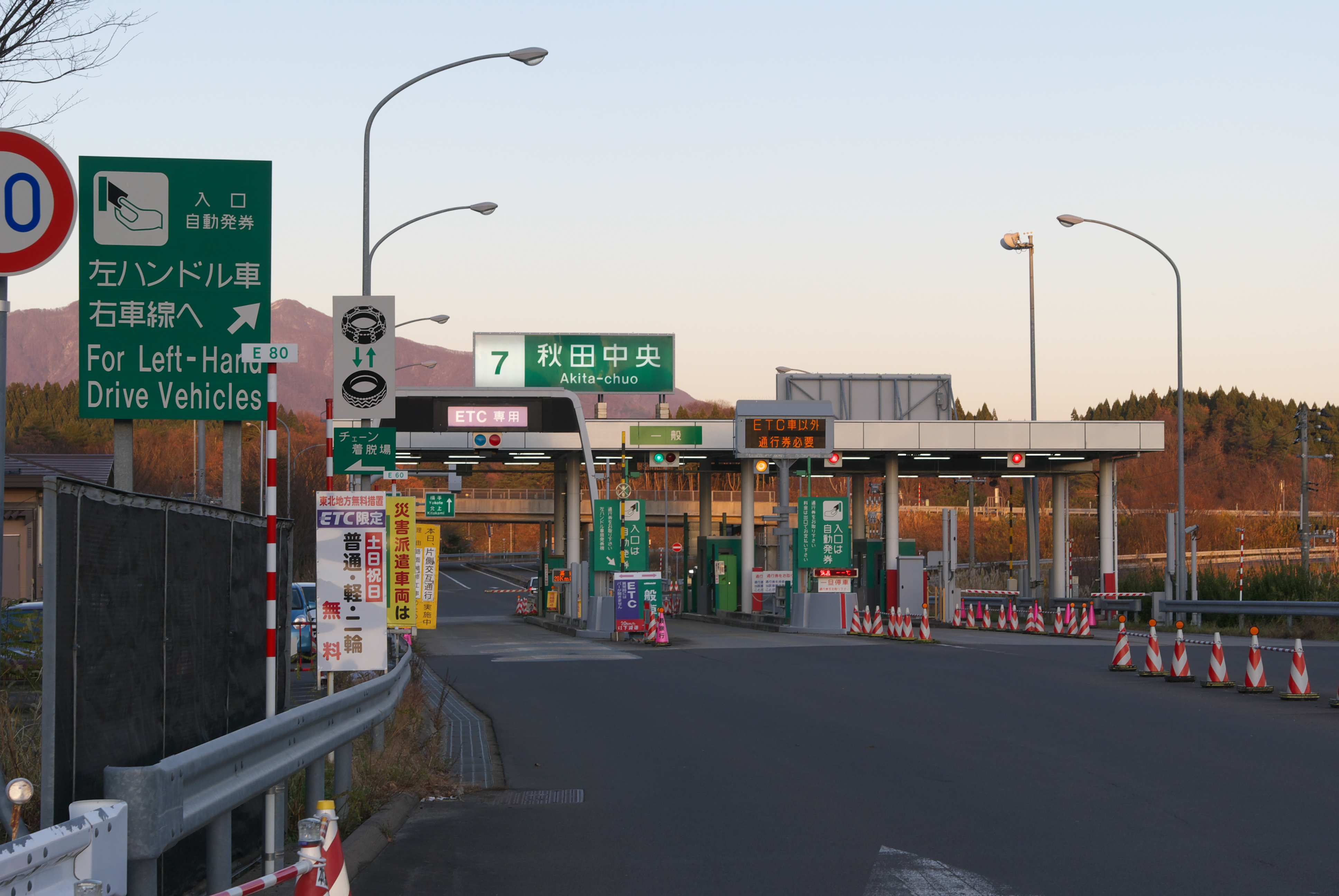
秋田中央インターチェンジ
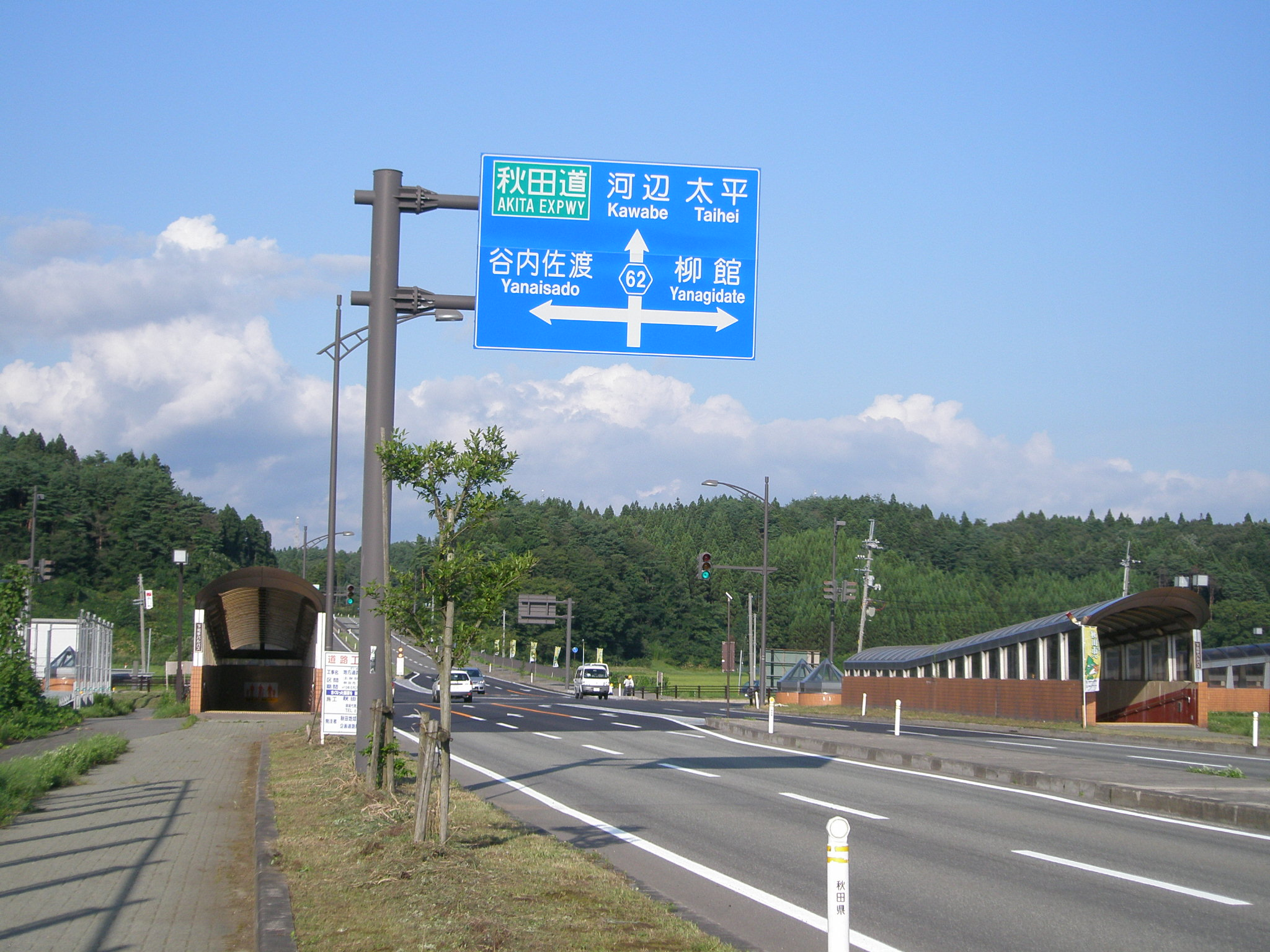
秋田県道62号秋田北野田線
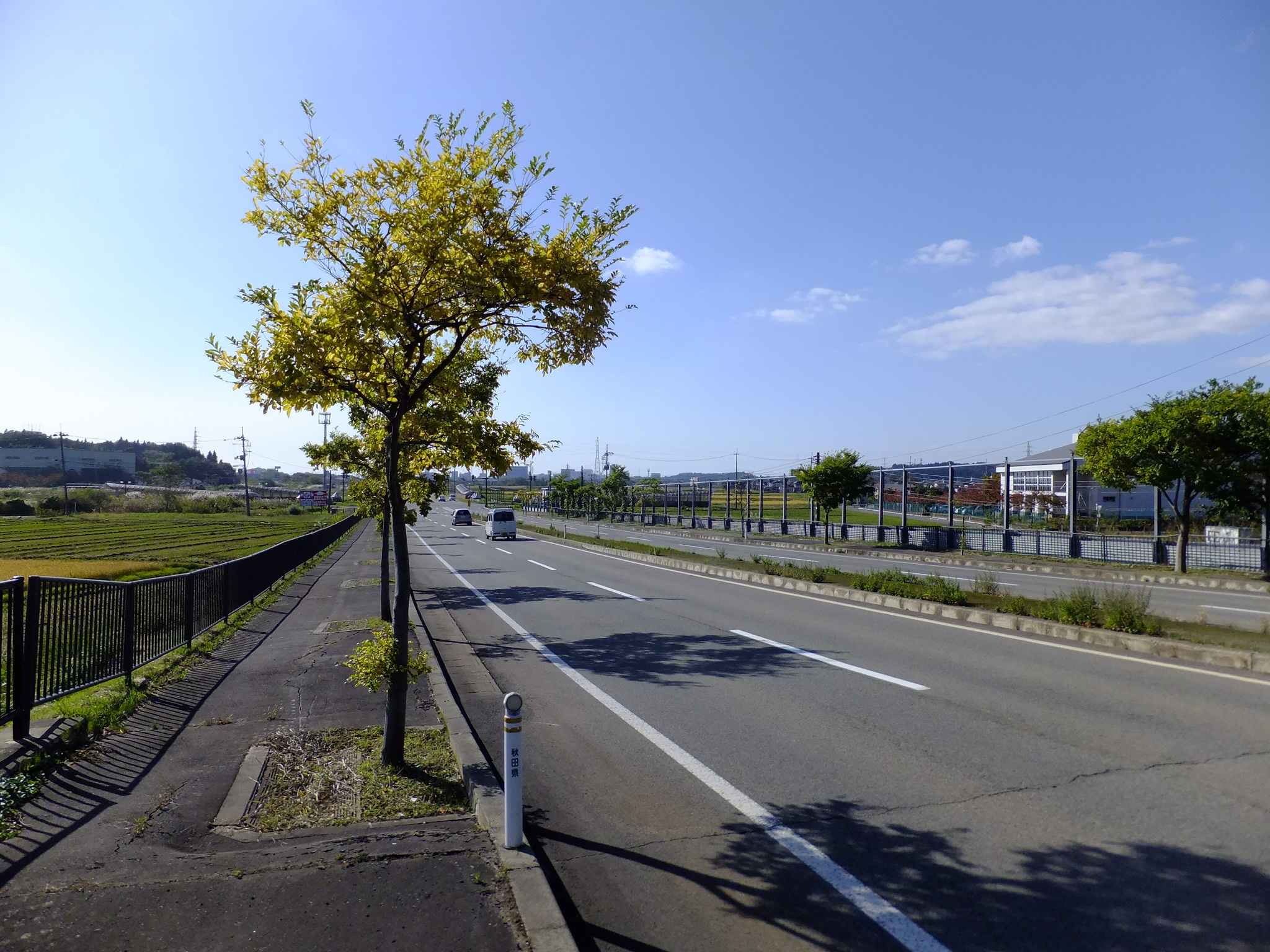
秋田県道62号秋田北野田線
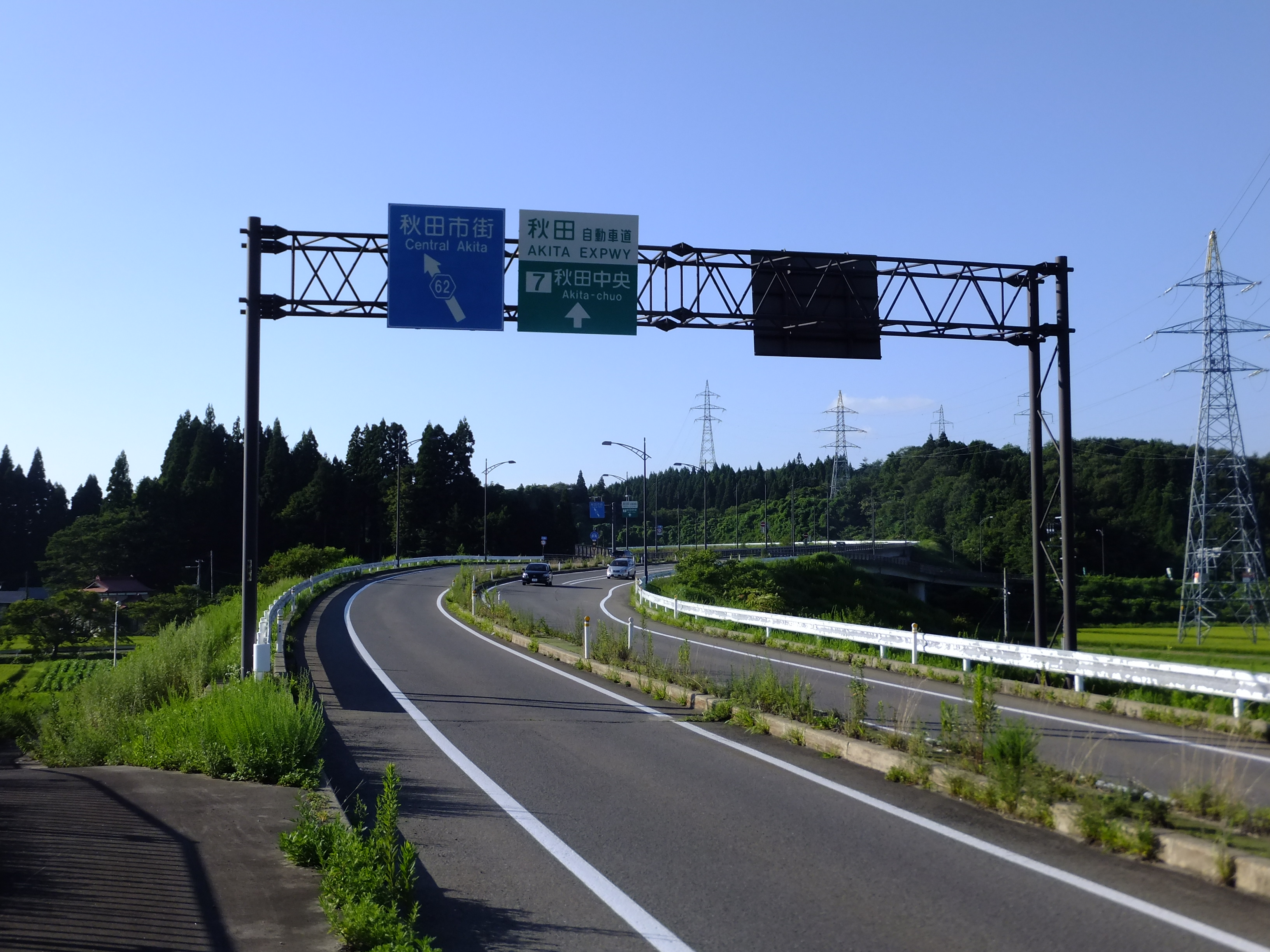
秋田県道62号秋田北野田線（下北手柳館字向田）